# Yoshiharu Tsuge
Yoshiharu Tsuge (つげ 義春, Tsuge Yoshiharu), né le 30 octobre 1937 dans l'arrondissement de Katsushika à Tokyo, est un auteur japonais de bande dessinée.
Très renommé au Japon, précurseur mondial de la bande dessinée autobiographique, il est l'instigateur du watakushi manga (« bande dessinée du moi ») . Avec la publication de nouvelles expérimentales comme La vis en juin 1968, il a exercé une influence révolutionnaire auprès des auteurs des années 1970. Son style éclectique constamment novateur a permis le développement en bande dessinée de nouvelles thématiques depuis largement exploitées, comme le récit de voyage, la retranscription des rêves, ou des fantasmes,.

## Biographie

### Une carrière précocement entamée (1937-1964)
Tsuge est le deuxième d'une famille de trois enfants (son jeune frère, Tadao Tsuge devient aussi dessinateur). Au décès de leur père en 1942, leur mère se remarie à un homme violent que Yoshiharu n'aime pas, leur donnant deux demi-sœurs. Il doit travailler dès sa sortie de l'école primaire comme distributeur de journaux, vendeur de nouilles ou dans l'atelier de couture ouvert par son beau-père. À 14 ans, ne supportant plus son beau-père, il s'embarque clandestinement dans un cargo à destination des États-Unis, mais il est découvert par les garde-côtes avant même sa sortie des eaux territoriales et doit passer une nuit en prison. Sa carrière d'auteur de bande dessinée débute en 1954 avec des strips publiés par Hōbunsha et diffusé via le réseau des librairies de prêt. Les 90 histoires qu'il dessine alors, influencées graphiquement à la fois par Osamu Tezuka et les gekigas, sont sombres et inspirées du quotidien, comme dans de nombreuses bandes des librairies de prêt, sauf que les personnages de Tsuge ne se révoltent pas, contrairement à ce qui se lisait usuellement.
Dès 1957, il peut vivre de ses planches. Tsuge profite alors de cette indépendance pour se cultiver et développer sa recherche d'une originalité en bande dessinée. Cependant à la fin des années 1950, les librairies de prêt commencent à disparaître, et Tsuge trouve de plus en plus difficilement du travail ; il est conduit à vendre son sang pour survivre et, dépressif, tente de mettre fin à ses jours. Il publie cependant en 1960 L'Homme de l’ombre (Kage no otoko) et rencontre la même année Katsuichi Nagai.

### Garo: un succès rapide après des débuts difficiles (1965-1970)
Ce dernier lui permet de rencontrer le succès lorsqu'il l'appelle en 1965 à collaborer à sa revue Garo, fondée l'année précédente. Il publie à partir de 1966 et jusqu'à sa retraite artistique en 1987 près de 8000 planches qui lui permettent d'acquérir une grande renommée publique et plus encore critique. Les débuts furent cependant difficiles : les réactions des lecteurs aux deux premières histoires publiées par Tsuge en février et mars 1966 sont très négatives.
La première, « Numa » (« Marais »), est une histoire sans intrigue, abordant la sexualité, thème jusque-là inédit, et qui évite l'efficace narrative définie par Tezuka. La seconde, « Chīko » (« Chīko le moineau de Java »), l'histoire d'un auteur de bande dessinée sans succès qui vit en concubinage avec une hôtesse, marque les débuts de la bande dessinée du moi (Watakushi manga), inspirée par le style littéraire Watakushi shōsetsu, qui s'apparente à de l'autofiction : il s'agit de recomposer des faits vécus « afin de faire surgir l'authenticité dont ces faits relèvent, plutôt que leur spontanéité brute ». Après avoir publié en avril « La cueillette des champignons », Tsuge, refroidi, arrête de produire et devient assistant de Shigeru Mizuki, qui connaît lui un grand succès, et voyage à travers le Japon. En mars 1967, une nouvelle revue critique lui consacre son premier numéro, encouragé, il reprend le travail dans Garo, mettant à profit à la fois ses voyages dans des lieux ignorés et son travail auprès de Mizuki, qui lui a valu un dessin moins rond, plus réaliste.
Il devient alors un pilier de Garo où il publie chaque mois en 1967 et 1968. En juin 1968, le magazine lui consacre un numéro spécial ; il y publie une histoire qui, parmi d'autres, devient immédiatement célèbre : « Neji shiki » (« Système vissé »), où il relate un de ses rêves. Cette œuvre, très lugubre, suscite l'intérêt immédiat des lecteurs mais également des critiques, artistes, psychologues, et est à la base d'une abondante littérature. Malgré le succès, Tsuge replonge dans l'angoisse, et il voyage de nouveau de mars à octobre 1968. Les bandes dessinées réalisées en 1969, comme « Le Patron du Yanagi » (Garo, février-mars 1970), témoignent encore de cette angoisse ; cette histoire témoigne aussi de l'influence sur Tsuge de l'écrivain tuberculeux Motojirō Kajii (1901-1932), dont des passages de la nouvelle Caresses (1930) sont cités graphiquement.
Son œuvre d'alors se caractérise par trois effets à l'influence majeure : l'utilisation d'éléments de l'intime et du privé, qui influence tous les auteurs phares de la « bande dessinée du moi » (Yū Takita, Tadao Tsuge, Shinichi Abe, etc.) ; la constitution de l'arrière-plan comme instance narrative à part entière, et non plus comme simple décor (ce que l'on retrouve chez le deuxième Yoshihiro Tatsumi ou chez Hideshi Hino) ; l'irruption de l'irrationalité à la fois comme thème des histoires et comme mode narratif (Yoshikazu Ebisu a ainsi également reporté ses rêves).

### Consécration, diversification (années 1970)
Au début des années 1970, les œuvres de Tsuge des années 1960 sont largement reconnues, et deviennent des classiques. La première adaptation audiovisuelle d'une de ses bandes dessinées, Les Fleurs pourpres, est réalisée par Shōichirō Sasaki en 1976. S'il continue à publier des bandes dessinées, il s'éloigne de Garo et se consacre également à l'écriture d'essais et à l'illustration. En 1975, il épouse Maki Fujiwara, artiste underground rencontrée cinq ans auparavant.
Dans les années 1970 et 1980, ses bandes dessinées s'organisent autour de trois axes : des récits de voyages, tirés de ses explorations du Japon de 1966 à 1976 ; des récits d'influence onirique, sans être pour autant des relations fidèles de ses rêves, afin de révéler l'inconscient de l'homme sans céder à la facilité de reproduire un donné ; et des bandes dessinées autobiographiques dans lesquelles il raconte son enfance, voire son adolescence (comme Jeunesse dans Custom Comic en 1981). Il publie également dans les années 1970 des récits textuels de rêves. Il ouvre et tient jusqu'en 1982 une boutique d'appareils-photo d'occasion.

### Dernier retour et disparition de la vie publique (après 1980)
À partir de la fin des années 1970, ses crises d'angoisse lui rendent le dessin de plus en plus difficile, même s'il écrit encore beaucoup (il publie ainsi son journal intime en feuilleton dans Romans actuels). Il revient cependant à la bande dessinée en 1984, lors du lancement de Comic Baku. Il y publie jusqu'en 1987 des récits autobiographiques et des Watakushi manga. Son dessin se fait plus schématique, moins minutieux qu'auparavant. En 1985-1986, il y publie un ensemble d'histoires watakushi, regroupées sous le titre L'Homme inutile (Munō no hito) qui mettent en scène un auteur de bande dessinée hésitant à en faire son métier et qui en conséquence passe sa vie à ne rien faire, harcelé en permanence par sa femme.
De plus en plus dépressif, séparé de sa femme, Tsuge ne publie plus aucune bande dessinée après septembre 1987 et l'arrêt de Comic Baku. Après cette retraite, l'œuvre de Tsuge reste vivante, comme l'attestent les nombreuses rééditions de ses œuvres, le succès de ses très rares publications étrangères, et les cinq adaptations cinématographiques et les neuf téléfilms diffusés au Japon entre 1991 et 2004 au Japon. Souvent appelé kisai (« génie singulier »), faisant fréquemment l'objet de l'attention des critiques, il a néanmoins totalement cessé de dessiner après sa retraite artistique et s'est mis à vivre en reclus.

## Postérité

### Adaptations cinématographiques
Akai Hana (Les Fleurs pourpres) en 1976 par Shôichirô Sasaki, Munô no Hito (diffusé en France sous le titre L'Homme incapable) en 1991 par Naoto Takenaka, Gensenkan Shujin (Le Patron du Gensen) en 1992 et Neji shiki (Système vissé) en 1998 par Teruo Ishii, Jōhatsu Tabi Nikki (Journal d'un voyage évaporant) en 2002 par Isao Yamada et Riarizumu no yado (diffusé en France en 2003 au Festival des 3 Continents sous le titre Les Randonneurs, sorti au Japon en avril 2004) de Nobuhiro Yamashita. En 1998, neuf de ses histoires ont été adaptées pour la télévision, sous le titre de Tsuge Yoshiharu Wârudo (Le monde de Yoshiharu Tsuge) .

### Traductions
Très connu au Japon, et bien qu'ayant fait l'objet de plusieurs études dans la presse spécialisée internationale, Tsuge a peu été traduit. Aux États-Unis, RAW a publié dans les années 1980 Red Flowers (Les fleurs pourpres) et Oba's Electroplate Factory (L'usine d'étamage d'Ōba, en 1990). Ego comme X a publié en 2004 L'Homme sans talent, reprenant des histoires publiées entre 1985 et 1986. The Comics Journal a repris en 2005 Neji shiki. Début 2019, les éditions Cornélius entament la sortie d'une anthologie en 7 volumes commençant par Les Fleurs Rouges (œuvres 1967 - 1968) et La Vis (œuvres 1968 - 1972).

## Œuvres publiées

### Au Japon
- Hannin wa dare da!! (犯人は誰だ!!?), 1954
- Uwasa no bushi (噂の武士?), 1965
- Chīko (チーコ?), 1966
- Hatsutake gari (初茸がり?), 1966
- Numa (沼?), 1966
- Akai hana (紅い花?), 1967
- Lee-san ikka (李さん一家?), 1967
- Nejishiki (ねじ式?), 1968
- Gensen-kan shujin (ゲンセンカン主人?), 1968
- Rializumu no yado (リアリズムの宿?), 1973
- Yoshio no seishun (義男の青春?), 1974
- Hissatsu surumegatame (必殺するめ固め?), 1979
- Munō no hito (無能の人?), 1985.
- Betsuri (別離?), 1987

### Traductions françaises
- L'Homme sans talent (Titre original japonais : Munō no hito, trad. Kaoru Sekizumi et Frédéric Boilet), ego comme X, 2004, 220 pages  (ISBN 2-910946-34-7). Nommé pour le prix du meilleur album au festival d'Angoulême 2005. Nouvelle édition par Atrabile en 2018  (ISBN 978-2889230730).
- « Divagation » (« Yume no sanpo » (夢の散歩?)), dans Bang ! n°1, Casterman, 2005, p. 10-21
- Le Marais (Œuvres 1965 - 1966) (Numa, trad. Léopold Dahan), Cornélius, 2020, 239 pages.
- Les Fleurs rouges (Œuvres 1967 - 1968) (Akai hana, trad. Léopold Dahan), Cornélius, 2019, 256 pages.
- La Vis (Œuvres 1968 - 1972) (Nejishiki, trad. Léopold Dahan), Cornélius, 2019, 188 pages.
- La Jeunesse de Yoshio (Œuvres 1973 - 1974), Cornélius, 2020, 237 pages.
- Saisi par la nuit (Œuvres 1975 - 1981), Cornélius, 2021, 272 pages.
- Désir sous la pluie (Œuvres 1981 - 1985 ), Cornélius, 2023, 232 pages.

## Expositions
- 2020 : Yoshiharu Tsuge, être sans exister, Musée d'Angoulême, Festival d'Angoulême 2020 (un ouvrage de 162 pages sur l'expostion existe)

## Distinctions
- 2005 : L'Homme sans talent nommé pour le prix du meilleur album au 32e Festival d'Angoulême
- 2017 : Grand Prix de l'Association des auteurs de bande dessinée japonais pour Tsuge Yoshiharu: Yume to tabi no sekai[21]
- 2020 : Fauve d'honneur du 47e Festival d'Angoulême, Les Fleurs Rouges : Œuvres 1967-1968 en sélection Patrimoine et exposition Yoshiharu Tsuge, être sans exister
- 2021 : Le Marais en sélection Patrimoine du 48e Festival d'Angoulême